# Mariano Díaz (Radsportler)
Mariano Díaz Díaz (* 17. September 1939 in Villarejo de Salvanés; † 5. April 2014 ebenda) war ein spanischer Radrennfahrer und nationaler Meister im Radsport.

## Sportliche Laufbahn
Díaz war Straßenradsportler und Teilnehmer der Olympischen Sommerspiele 1964 in Tokio. Im Mannschaftszeitfahren wurde Spanien mit José Ramón Goyeneche, José Manuel López Rodríguez, Mariano Díaz und Luis Pedro Santamarina auf dem 8. Rang klassiert. Im olympischen Straßenrennen kam er auf den 32. Rang.
Bei den UCI-Straßen-Weltmeisterschaften 1965 gewann er mit José Manuel López Rodríguez, Domingo Perurena und José Manuel Lasa die Silbermedaille im Mannschaftszeitfahren hinter dem siegreichen Straßenvierer aus Italien. Die Tour de l’Avenir 1965 gewann er vor seinem Teamkameraden José Manuel López Rodríguez. Er holte zwei Etappensiege und gewann die Bergwertung. Díaz gewann von 1963 bis 1965 die Vuelta Ciclista a Navarra mit mehreren Etappensiegen. Bei den Mittelmeerspielen 1963 gewann er die Bronzemedaille im Mannschaftszeitfahren. In der Tour des Combrailles 1965 wurde er Zweiter hinter José Manuel López Rodríguez.
Von 1965 bis 1971 war er als Berufsfahrer aktiv. Er begann im Radsportteam Ferrys und blieb während seiner gesamten Laufbahn bei spanischen Teams aktiv. In der Vuelta a los Valles Mineros holte er 1966 den Gesamtsieg. 1968 gewann er das Etappenrennen Setmana Catalana de Ciclisme. 1967 und 1969 gewann er jeweils eine Etappe in der Vuelta a España. 1969 war er auf einem Tagesabschnitt der Tour de France erfolgreich. Dazu kamen Etappenerfolge im Rennen Euskal Bizikleta und Vuelta a los Valles Mineros. 1968 siegte Díaz in der Vuelta a Levante und in der Katalonischen Woche. Letztere gewann er auch 1969. In der Tour de Suisse 1969 holte er einen Etappensieg.
Díaz bestritt alle Grand Tours.

## Grand-Tour-Platzierungen
| Grand Tour            | 1966 | 1967 | 1968 | 1969 |
| --------------------- | ---- | ---- | ---- | ---- |
| Vuelta a EspañaVuelta | 14   | 9    | –    | 28   |
| Giro d’ItaliaGiro     | –    | –    | DNF  | –    |
| Tour de FranceTour    | 20   | DNF  | –    | DNF  |